# 팔레트타운 대관람차

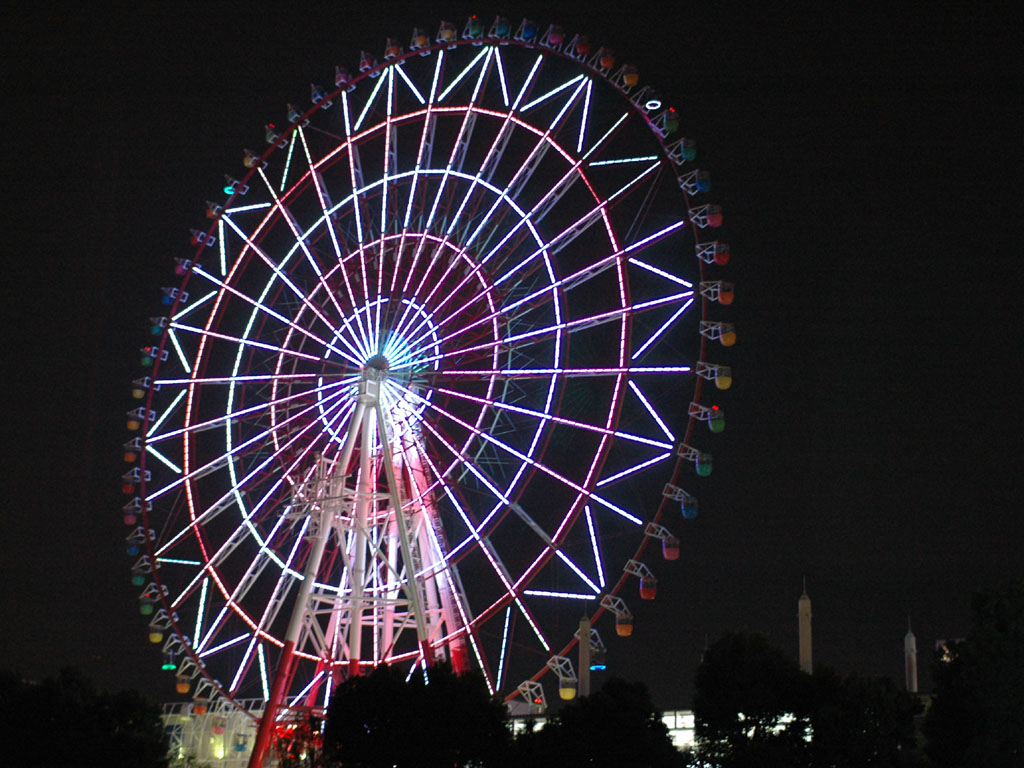
팔레트타운 대관람차

팔레트타운 대관람차(일본어: パレットタウン大観覧車 파렛토타운다이칸란샤[*], 영어: Daikanransha 다이칸란샤[*])은 일본 도쿄도 오다이바 팔레트 타운에 있었던 관람차이다. 높이는 115m이다. 8가지 색으로 구분된 64개의 곤돌라가 한 바퀴 일주하는데 걸리는 시간은 약 16분 정도이다. 곤돌라 1대당 정원은 6명이며, 64개 곤돌라 중 4개 정도는 뼈대만 남기고 나머지는 투명하게 만든 '시스루 곤돌라'이다.
일본 최대 규모의 대관람차로, 정상에 올라서면 도쿄 타워와 레인보우 브리지는 물론, 하네다 국제공항이나 니시신주쿠의 고층빌딩까지 도쿄를 한눈에 감상할 수 있다. 1999년 완공되어 영업에 들어갔으며 당시 오사카의 덴포잔 하버 빌리지에 있던 대관람차를 누르고 세계 최대 규모의 대관람차로 기록되었다 (하지만 이듬해 2000년 런던 아이가 본격적인 영업에 들어가면서 자리를 내줬다). 밤이 되면 네온 조명이 불을 밝히는데, 2013년 3월부터는 조명 보수공사가 완료되고 난 뒤부터는 사계절을 나타낸 형형색색의 조명을 계절마다 바꿔가며 밝히고 있다.
2018년 10월 24일 기준으로 태풍 24호의 영향으로 인해 운영을 중단하고 있다. 재개 일정은 정해져있지 않으며, 대관람차 측은 홈페이지를 참고해줄 것을 요청하고 있다.

## 교통
- 유리카모메 아오미 역 - 도보로 2분
- 린카이 선 도쿄 텔레포트 역 - 도보로 6분
- 도에이 버스 급행 05계통, 급행 06계통 - '팔레트 타운 앞' (パレットタウン前) 정류장에서 하차, 도보로 3분